# Chang’e 5-T1
Chang’e 5-T1 (chinesisch 嫦娥五號探路星 / 嫦娥五号探路星, Pinyin Cháng'é Wǔhào Tànlù Xīng, „Kundschafter-Sonde für Chang’e 5“) war eine experimentelle Mondsonde, die am 23. Oktober 2014 von der Nationalen Raumfahrtbehörde Chinas gestartet wurde. Die Sonde umflog den Mond und kehrte dann wieder zur Erde zurück. Dabei testete man den Wiedereintritt von einer Mondumlaufbahn in die Erdatmosphäre.
Die Sonde ist Teil des Mondprogramms der Volksrepublik China, das zahlreiche Mondsonden beinhaltet. Chang’e 1 und Chang’e 2 führten vom Orbit aus eine topografische und spektrografische Aufnahme der Mondoberfläche durch. Chang’e 3 und Chang’e 4 landeten auf dem Mond und setzten jeweils einen Rover aus. Chang’e 5 holte Mondgestein zur Erde.

## Mission

### Primärmission
Mit der Testmission Chang’e 5-T1 erprobte die Nationale Raumfahrtbehörde Chinas den Wiedereintritt einer aus einer Mondumlaufbahn kommenden Landekapsel in die Erdatmosphäre und die gezielte Landung. Die Mondsonde wurde von der Chinesischen Akademie für Weltraumtechnologie unter der Leitung von Ye Peijian entwickelt. Sie bestand aus dem 2 t schweren Orbiter, eine Weiterentwicklung der Sonde Chang’e 2, und der 300 kg schweren Rückkehrkapsel, die eine im Maßstab 1:8 verkleinerte Version der Landekapsel der Shenzhou-Raumschiffe war. Diese Ausmaße entsprachen der Wiedereintrittskapsel der angekündigten Sonde Chang’e 5.
Die Sonde war mit Treibstoff für den Orbiter sowie der sekundären Nutzlast 2450 kg schwer, die Nutzlastverkleidung hatte einen Durchmesser von vier Meter. Der Start erfolgte mit einer modifizierten Changzheng-3C-Rakete am 24. Oktober 2014 um 2 Uhr morgens Ortszeit vom Kosmodrom Xichang in Sichuan. Neben einer Vergrößerung der Treibstofftanks der 1. Stufe und der Booster, wodurch die Rakete mehr als einen Meter länger wurde als die Grundversion der Changzheng 3C, wurde hier in der zweiten Stufe das auch bei der für bemannte Flüge eingesetzten Changzheng 2F verwendete Triebwerk YF-24B eingebaut. Dieses Triebwerk liefert zusammen mit seinen vier Vernierdüsen mit 926 kN deutlich mehr Vakuumschub als das YF-22A der Standardversion mit seinen 762 kN.

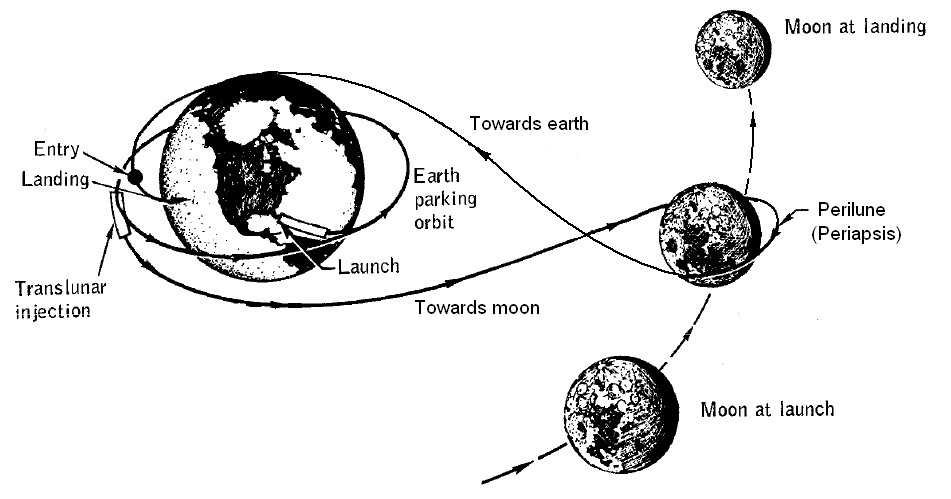
Freie Rückkehrbahn

Dadurch war es möglich, die Sonde unmittelbar in einem Mond-Transferorbit (LTO) mit einem Perigäum von 209 km und einem Apogäum von 413.000 km zu platzieren, sie also auf direktem Weg zum Mond zu schicken.
Bei der gewählten Bahn, für die es ein Startfenster von drei Tagen gab, handelte es sich um eine sogenannte „freie Rückkehrbahn“.
Nach zwei Bahnkorrekturmanövern kam die Sonde am 27. Oktober 2014 um 03:30 Uhr UTC beim Mond an. In einem Abstand von 60.000 km wurde sie von der Schwerkraft des Mondes erfasst und begann ihn zu umkurven.
Am 28. Oktober hatte sie die Rückseite des Mondes umrundet und flog zurück zur Erde. Auf dem Rückweg fand am 30. Oktober 2014 ein weiteres Bahnkorrekturmanöver statt.
Die dritte Stufe der Rakete folgte nach dem Abtrennen der Sonde dieser auf der gleichen Bahn zum Mond und hätte nach ursprünglicher Planung zusammen mit Chang’e 5-T1 zur Erde zurückkehren sollen. Da bei einem Wiedereintritt der Stufe in die Erdatmosphäre die Trümmerstücke über eine weite, schwer vorherzusagende Fläche verteilt worden wären und ein Sicherheitsrisiko dargestellt hätten, wollten die Ingenieure an sich den restlichen Treibstoff in der Stufe nutzen, um ihre Bahn vor dem Wiedereintritt in eine langgestreckte Ellipse zu verwandeln. Dies gelang jedoch nicht, die Raketenstufe schlug am 4. März 2022 auf dem Mond ein.

Zweiteiliger Abstieg

Am frühen Morgen des 1. November 2014, Peking-Zeit, trennte sich die Rückkehrkapsel in 5000 km Höhe vom Orbiter. Letzterer blieb zunächst in der Erdumlaufbahn, während die Rückkehrkapsel nach einem zweiteiligen Abstieg mit Atmosphärenbremsung, ähnlich wie bei den sowjetischen Zond-Mondsonden 1968–1970, um 06:42 Ortszeit auf dem Landeplatz der Volksbefreiungsarmee in der Inneren Mongolei wohlbehalten landete, dort wo bis 2016 auch die Raumfahrer der Shenzhou-Missionen landeten. Der zweiteilige Abstieg, im Englischen wegen der an einen im flachen Winkel über eine Wasseroberfläche geworfenen, hüpfenden Stein erinnernden Bahn skip-glide genannt, war notwendig, da die Sonde mit der sehr hohen Geschwindigkeit von 11,2 km/s vom Mond zurückkam und die Rückkehrkapsel selbst nach einem kurzen Bremsmanöver immer noch mit 10,7 km/s auf die Atmosphäre traf. Bei einem direkten, steilen Wiedereintritt in die Atmosphäre wäre es zu einer starken thermischen Belastung des Hitzeschilds gekommen.

### Lecksignal-Navigation
Währenddessen, noch am 1. November, machte der Orbiter zwei Bahnkorrekturmanöver, die seine ursprünglich runde Umlaufbahn in eine langgestreckte Ellipse verwandelten, mit dem Perigäum in nur 600 km Abstand von der Erdoberfläche, während das Apogäum 540.000 km entfernt war. Am 9. November und am 17. November 2014 fand im erdfernsten bzw. erdnächsten Punkt jeweils ein weiteres Bahnkorrekturmanöver statt. Damit war ein Transferorbit zum Mond erreicht.
Während des Flugs zum Mond wurde ein anspruchsvolles Experiment durchgeführt. Im Normalfall findet die Bahnverfolgung und Ortsbestimmung der Sonden über das Chinesische Deep-Space-Netzwerk statt, ein Gemeinschaftsunternehmen des militärischen Satellitenkontrollnetzwerks mit dem zivilen VLBI-Netzwerk der Chinesischen Akademie der Wissenschaften. Nun wurde zur Ortsbestimmung auf die schwachen Signale zurückgegriffen, die irdische Navigationssatelliten – Ye Peijian nannte in einem Interview die amerikanischen GPS- und die chinesischen Beidou-Satelliten – über Nebenkeulen und Rückkeulen ungewollt in den Weltraum abstrahlen, eine Methode, die von den Ingenieuren „Lecksignal-Navigation“ (漏导航, Pinyin Lòu Dǎoháng) genannt wird. Zu diesem Zweck hatten Ye Peijian und sein Team den Orbiter mit einem besonders empfindlichen Empfänger ausgestattet, und es gelang tatsächlich, mithilfe besagter Lecksignale während des gesamten Transferprozesses zum Mond den Ort der Sonde auf 100 m und ihre Geschwindigkeit auf 5 cm/s genau zu bestimmen. Es ist geplant, bei in der Zukunft zwischen Erde und Mond hin und her pendelnden Transportraumschiffen diese kostensparende Navigationsmethode zu benutzen.
Das funktioniert jedoch nicht bei Rendezvous-Manövern in der Mondumlaufbahn oder bei Start- und Landeaktivitäten auf der erdabgewandten Seite des Mondes, wo ein Teil der Internationalen Mondforschungsstation angesiedelt werden soll. Für diese Zwecke wird seit März 2024 die Umfassende Kommunikations-, Navigations- und Fernerkundungskonstellation Elsternbrücke aufgebaut.

### Lissajous-Orbit um L2

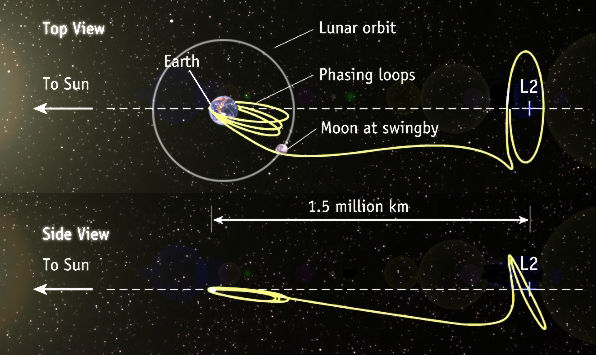
Lissajous-Orbit um den L2-Punkt

Nach einem weiteren Bahnkorrekturmanöver am 21. November kam der Orbiter am 23. November in der Nähe des Mondes an und nutzte dessen Schwerkraft, um sich zum Lagrange-Punkt L2 hinter dem Mond zu begeben. Bis dahin ähnelte das Verfahren dem Flug der Elsternbrücke vier Jahre später. Der Chang’e 5-T1-Orbiter nahm dann am 27. November jedoch nicht einen Halo-Orbit um den L2-Punkt ein, sondern einen Lissajous-Orbit, mit einer X-Achse von 20.000 km, einer Y-Achse von 40.000 km und einer Z-Achse von 35.000 km (der Mond hat einen Durchmesser von 3500 km); die Umlaufdauer betrug 14 Tage.

### Umlaufbahn um den Mond
Nach einer kleineren Bahnkorrektur am 28. November blieb der Orbiter bis zum 4. Januar 2015 in seinem Lissajous-Orbit. An jenem Tag verließ die Sonde den L2-Punkt und begann einen elliptischen Orbit mit Achsenlängen von 300 km bzw. 200 km um den Mond selbst einzunehmen, den sie am frühen Morgen des 11. Januar 2015, Peking-Zeit, erreichte. Nach zwei weiteren Bahnkorrekturmanövern am 12. und 13. Januar nahm die Sonde einen runden Orbit mit 200 km Durchmesser und einer Umlaufdauer von 127 Minuten ein, der um 43,7° gegen den Mondäquator geneigt war und dem damals geplanten Orbit für Chang’e 5 ähnelte (die Vorgänger-Orbiter Chang’e 1 und Chang’e 2 hatten eine polare Umlaufbahn mit 90° Bahnneigung).
Am 6. und 7. Februar 2015 fand im Raumfahrtkontrollzentrum Peking der Volksbefreiungsarmee eine großangelegte Übung statt, während der die dortigen Techniker zusammen mit Ingenieuren der Herstellerfirma CAST die Flugmanöver übten, die der reale Chang’e-5-Orbiter durchführen muss, während sein Lander auf der Mondoberfläche Bodenproben nimmt. Hierbei wurde nicht nur das Adjustieren der Flugbahn geübt – im Realfall muss der Orbiter die Transportkapsel aufnehmen, die die Bodenproben vom Mond in die Umlaufbahn bringt – sondern auch eine mehrtägige pausenlose Bahnüberwachung über das vom Satellitenkontrollzentrum Xi’an koordinierte Netzwerk von Bodenstationen.
Vom 3. bis 7. März 2015 fand mit denselben Teilnehmern eine weitere Übung statt, bei der speziell das Rendezvous von Orbiter und Transportkapsel geübt wurde. Zu diesem Zweck wurde zunächst mit drei Bahnkorrekturmanövern die ursprünglich runde Umlaufbahn des Orbiters so verändert, dass der mondnächste Punkt nur 18 km über der Mondoberfläche lag, während das Aposelenum 180 km vom Mond entfernt war. Anschließend wurde simuliert, wie die Transportkapsel – nun vom Chang’e 5-T1-Orbiter gespielt – von einem Punkt in 18 km Höhe aus dem Orbiter hinterherfliegt, sich ihm immer weiter nähert und schließlich ankoppelt.
Im April 2015 wurde die Umlaufbahn des Orbiters schrittweise auf 100 km, dann 50 km und schließlich nur noch 15 km abgesenkt, so dass er vom geplanten Landegebiet der realen Sonde am Mons Rümker im Oceanus Procellarum mit seiner experimentellen CMOS-Kamera Bilder mit einer Auflösung von 0,97 m machen konnte. Der Orbiter befindet sich immer noch in der Mondumlaufbahn, sein Downlink-Signal kann auf 2234,520 MHz empfangen werden (Stand 2019).

## 4M-Projekt
Als sekundäre Nutzlast flog die 4M-Payload (Manfred Memorial Moon Mission) mit. Dieses Projekt der deutschen OHB war die weltweit erste privat finanzierte Mond-Mission. Die 4M-Mission wurde von LUXSpace durchgeführt. Die Nutzlast wog 14 Kilogramm und enthielt zwei wissenschaftliche Instrumente:
- Ein Radiosignal, um eine neue Möglichkeit zu testen, die Sonde zu lokalisieren. Funkamateure waren dazu aufgerufen, dieses Signal aufzunehmen und das Ergebnis an LuxSpace zu senden.[15]
- Ein Dosimeter, welches von der spanischen iC-Málaga gestellt wurde. Es maß die ganze Missionsdauer über die Strahlungsstärke.[16][17]

4M sandte seine letzte Nachricht am 11. November 2014.

## Missionsprofil
- Start: Xichang, Oktober 23, 2014 18:00 UTC
- Geplante Missionsdauer: 196 Stunden (8,17 Tage)
- Vorbeiflug am Mond: 97 Stunden nach dem Einschuss in den Orbit (4,04 Tage)
- Periselen: ca. 13.000 km von der Mondoberfläche
- Abstand des Mondes zur Erde bei dem Vorbeiflug: ~373.000 km[19]